# 殿上人
殿上人（てんじょうびと）とは、9世紀以降の日本の朝廷において、天皇の日常生活の場である清涼殿の殿上間に昇ること（昇殿）を許された者（三位以上は原則全員、四位・五位の一部）の中から公卿を除いた四位以下の者のことである。またその中から更に蔵人も除いて指す場合もある。
雲上人（くものうえびと、うんじょうびと）、上人（うえびと）、雲客（うんかく）、堂上（どうじょう）、簡衆（ふだのしゅう）などとも称す。
殿上人に対する概念として、昇殿を許されない「地下人」（ぢげにん、ぢげびと）がある。

## 概要
狭義の殿上人は、蔵人とともに、殿上間に置かれた日給簡（殿上簡、仙籍）に登録され、蔵人頭の管理下に、交替で天皇の身辺に日夜、仕えた。昇殿制の始まった当初は数名の六位の殿上人もいたが、おおよそは四位・五位に限られた。これに対し、蔵人は六位からも任じられた。
また、院や東宮等にも昇殿の制度があり、昇殿を許されたものを「院殿上人」等と称した。院の殿上人と内裏の殿上人を区別して、後者を「内の殿上人」（うちのてんじょうびと）等とも言う。
昇殿を許されるのは、天皇や院、東宮の一代限りであり、代替わりにあたっては昇殿許可を失い、再び昇殿するには改めて勅許が必要であった。また殿上人本人の昇階の際にも、宣旨による再度の勅許が必要であった。